# Antônio Carlos Barbosa
Antônio Carlos Barbosa (Bauru, 14 aprile 1945) è un allenatore di pallacanestro brasiliano.

## Carriera
Alla guida del Brasile ha vinto la medaglia di bronzo ai Giochi olimpici di Sydney 2000, oltre a tre medaglie d'oro ai Campionati americani e 9 medaglie d'oro ai Campionati sudamericani. 